# Philip de Valognes
Philip de Valognes († 5. November 1215) war ein anglonormannischer Ritter und Höfling, der in Schottland zum Baron und Chamberlain of Scotland aufstieg.

## Herkunft
Philip de Valognes war der dritte von fünf Söhnen von Roger de Valognes und von dessen Frau Agnes. Sein Vater war ein anglonormannischer Adliger, dessen Besitzungen die Honour of Valognes mit dem Mittelpunkt Benington im englischen Hertfordshire bildeten. Sein Großvater Peter de Valognes hatte die Besitzungen während der normannischen Eroberung nach 1066 erworben. Seine Mutter war höchstwahrscheinlich eine Tochter von John fitz Richard, Lord of Saxlingham in Norfolk. Nach dem Tod seines Vaters 1141 erbte zunächst Philips ältester Bruder Peter und nach dessen Tod 1158 der zweitälteste Bruder Robert († 1184) die Honour of Valognes. Philips Mutter Agnes war eine Schwester von Eustace FitzJohn, einem bekannten Verbündeten des schottischen Königs David I., und Philips Bruder Peter heiratete eine Nichte von Ada de Warenne, einer Schwiegertochter von David I. Diese familiären Kontakte erleichterten Philip und seinem jüngeren Bruder Roger, gegen Ende der Herrschaft von König Malcolm IV. um 1165 nach Schottland zu ziehen. Der jüngere Bruder Roger wurde schließlich Lord der schottischen Herrschaft East Kilbride in Lanarkshire.

## Dienst als Chamberlain und Vertrauter von König Wilhelm
Philip wurde vom neuen König Wilhelm I. zu seinem Chamberlain ernannt. In dieser Funktion war er der leitende Finanzbeamte des Königs. Vermutlich trieb Valognes eine Zentralisierung der Finanzverwaltung voran, denn nach einer lange nach seinem Tod erstellten Aufzeichnung führte er mindestens zwanzig Abrechnungen durch, um die königlichen Einkünfte zu überprüfen. Wahrscheinlich setzte er auch Prüfer ein, die die Erhebung der Abgaben überwachen und nach Möglichkeit steigern sollten. Dazu wurde Valognes einer der engsten Vertrauten des Königs, der fast immer zu seinem Gefolge gehörte. Auch nachdem um 1171 Walter of Berkeley das Amt des Chamberlain übernommen hatte, gehörte Valognes weiterhin zu den wichtigsten Personen am Königshof. Im Dezember 1174 gehörte er zu den Geiseln, die nach dem Abschluss des Vertrags von Falaise für die Freilassung des im Krieg mit England gefangen genommenen Königs gestellt werden mussten. Wohl während seiner Zeit als Geisel nahm er im französischen Maine an einem Turnier teil, während dem er als bester schottischer Ritter galt, aber dennoch im Zweikampf gegen William Marshal verlor. Nach seiner Freilassung begleitete er König Wilhelm 1179 auf dessen Feldzug ins nordschottische Moray und Ross. Nach dem Tod von Walter of Berkeley um 1193 übernahm Valognes wieder das Amt des Chamberlain. Im Mai 1209 gehörte er der schottischen Gesandtschaft an, die nach einer Ratsversammlung in Stirling zum englischen König Johann Ohneland reiste. Im August 1209 gehörte er zu den beiden Begleitern des Königs, die den Vertrag von Norham bezeugten.

## Erwerb von Landbesitz in Schottland und England
König Wilhelm belohnte seine Dienste mit der Belehnung mit Benvie und Panmure in Angus und Ringwood in Roxburghshire. Dazu belehnte ihn Lord of Galloway oder dessen Sohn Alan mit Torpenhow im nordenglischen Cumberland.
Nach dem Tod seines jüngeren Bruders Geoffrey de Valognes vor 1190 beanspruchte Philip dessen Landbesitz in Northumberland und in anderen englischen Grafschaften. 1190 zahlte Philip dem englischen König Richard I. eine Gebühr von £ 100, um das Erbe zu erhalten. 1208 wurde sein Anspruch von seiner Nichte Gunnora und deren Ehemann Robert FitzWalter bestritten. Gunnora war die Tochter von Philips älteren Bruder Robert und damit die Erbin der Honour of Valognes. Erst nachdem Philip dem englischen König Johann Ohneland erneut eine Gebühr in Höhe von 300 Mark, zehn Reitpferden und zwei Jagdhunden gezahlt hatte, wurde sein Erbrecht bestätigt. Auch seine Tochter Sibyl hatte unter der Willkür von Johann Ohneland zu leiden, als ihr nach dem Tod ihres Mannes 1214 ihr Wittum nicht übergeben wurde. Nach Valognes Tod untersuchte die Kurie 1219 Vorwürfe, nach denen Walter of St Albans ihn bestochen hätte, so dass er 1207 zum Bischof von Glasgow ernannt wurde.
Mit dem Tod von König Wilhelm am 4. Dezember 1214 endete die zweite Amtszeit von Valognes als Chamberlain. Der neue König Alexander II. ernannte ihn aber Anfang 1215 erneut zum Chamberlain, was er dann bis zu seinem Tod am Ende des Jahres blieb. Er wurde im Kapitelhaus von Melrose Abbey beigesetzt.

## Nachkommen und Erbe
Valognes war verheiratet, doch der Name seiner Frau ist unbekannt. Er hatte einen Sohn und eine Tochter:
- William de Valognes († 1219)
- Sibyl de Valognes († 1222) ⚭ Robert (V) de Stuteville († 1213)

Nach seinem Tod erbte sein einziger Sohn nicht nur seinen Landbesitz, sondern auch das Amt des Chamberlain.